# Canchador

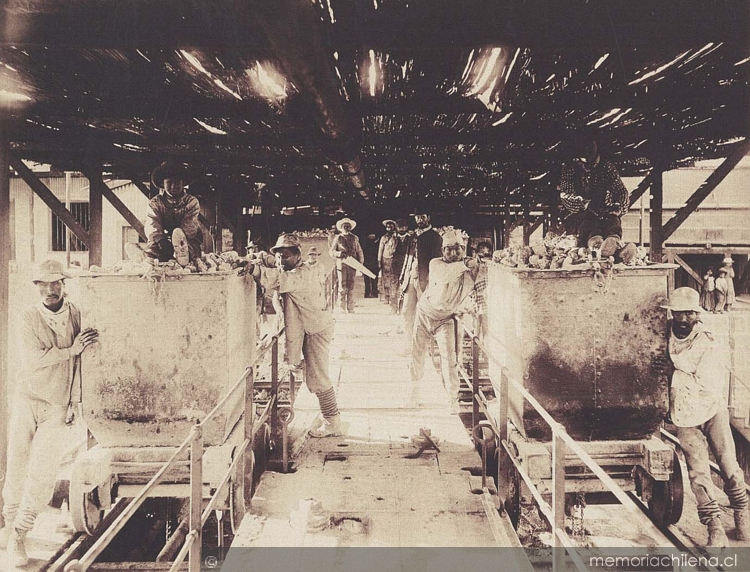
Canchadores de la oficina salitrera Solferino en 1889

Un canchador es un antiguo oficio de fines del siglo XIX y principios del siglo XX, de la desaparecida industria del salitre en Chile.
Los canchadores eran operarios de las oficinas salitreras a cargo de la extracción mediante palas del caliche o salitre cristalizado en las bateas, para su posterior traslado a las canchas, donde lo trituraban con las máquinas acendradoras o chancadoras. El traslado hasta las canchas era manual o mediante carros sobre muelles, dependiendo de la tecnología de la oficina. En aquellas oficinas donde no había correas transportadoras entre las chancadoras y los cachuchos, los canchadores debían también transportar allí el caliche triturado mediante carros.